# لاري بينا
لاري بينا (بالإنجليزية: Larry Pina)‏ هو مهندس أمريكي، ولد في 12 نوفمبر 1947.